# Coses que passen...
Coses que passen... és un telefilm de comèdia costumista del 2006 dirigit per Sílvia Munt, on també fa de coguionista i de protagonista. És una coproducció entre TV3 i Canal Sur Fou emesa en català per TV3 el 7 de juny de 2006.

## Sinopsi
Paula Escohotado és una prestigiosa dissenyadora que instal·la el seu taller i el seu habitatge en un barri de Barcelona on predomina una classe alta aficionada a les botigues i a les marques de moda. Res més arribar, es guanya l'antipatia de les persones que es veuen obligades a abandonar l'edifici on estableix la seva boutique. Entre aquestes persones es troba Óscar, que dirigeix un centre comunitari veïnal. Es fa amiga de la Vane, una noia que pateix maltractes del seu pare. A més, el barri es veu sacsejat pel problema de les drogues.

## Repartiment
- Sílvia Munt... Paula
- Julio Manrique... Òscar
- Mariola Ruiz... 	Vane
- Marta Marco... 	Escarlata
- Carme Fortuny... Conxita
- Teresa Lozano... Mercedes
- Joan Vallès... 	Alberto
- Mario Pardo... 	Pare Vane
- Victòria Mora... Adela
- Àlex Casanovas... Manel

## Premis
- Premi al millor telefilm als V Premis Barcelona de Cinema.[4]
- Premi de l'audiència al millor telefilm al Festival de Màlaga de 2006.[5]
- Nominada a millor telefilm als Premis ATV 2006.